# Spiritual (Musik)
Das Spiritual (auch African-American Spiritual, veraltet Negro Spiritual), von Englisch Spiritual, ist eine in den USA mit Beginn der Sklaverei im 17. Jahrhundert entstandene christliche Liedgattung. Die Spirituals sind als Wurzel des Gospels anzusehen.
Sie entstanden im Austausch der englischen, schottischen und irischen Volksmusik und der afrikanischen und kreolischen Musikalität. Vor dem amerikanischen Bürgerkrieg war es den Sklaven verboten gewesen, ihre Kultur zu pflegen. Die weißen Herren zwangen die Sklaven, sie nach der Arbeit mit ihren traditionellen Volksweisen mit Banjo, Fidel, Tamburin und Bones (Kastagnetten aus Knochen, später aus Holz) zu unterhalten. Die Fähigkeit der Sklaven zur Improvisation formte ihre Balladen (Worksongs) und Spirituals.

## Inhalte
Die überlieferten Spiritual-Texte sind fast ausschließlich religiösen Inhalts und erzählen von dem Leben geschlagener, geschundener und sehnsüchtiger Menschen, den Sklaven. Sie handeln von der Hoffnung dieser Menschen und ihrem Glauben an Gott.
Die emotional klingenden Spirituals, von denen einige international bekannt wurden, beschreiben meist Situationen aus dem Alten Testament, die denen der Sklaven ähneln. Sie identifizierten sich besonders mit dem „erwählten Volk“ Israel, das aus der Gefangenschaft fliehen konnte, da diese Analogie ihnen half, sich mental gegen die Abwertung durch das Sklavereisystem zu wehren.
Die Traurigkeit erklärt sich nicht allein aus den prekären Lebensbedingungen der afroamerikanischen Sklaven, sondern auch aus der Trauer um Angehörige, die sie insbesondere während der Deportationswelle der Zweiten Mittelpassage zu Tausenden verloren haben. Im Mittelpunkt vieler Texte stehen mutterlose Kinder und verwaiste Eltern.

## Die Entstehungsgeschichte des Spirituals
1619 trafen die ersten aus Afrika verschleppten Sklaven im Gebiet des heutigen US-amerikanischen Bundesstaat Virginia ein. Sie wurden auf den großen Tabak- und Baumwollplantagen zur Zwangsarbeit eingesetzt. Diese Arbeit war hart, kleinste Vergehen wurden streng und brutal geahndet. Die Bestrafung mit der Peitsche war üblich und alltäglich.
Die tiefe Verwurzelung des christlichen Glaubens in der weißen Bevölkerung erklärt die Skrupel, Christen als Sklaven zu halten. So erklärt sich auch, warum niemand auch nur das geringste Interesse hatte, diese Menschen zu missionieren. Man hätte sie nicht mehr als Sklaven halten und einsetzen können. Diesem „Dilemma“ entkamen die Sklavenhalter durch ein Gesetz im Jahr 1667, das festlegte, dass der Übertritt eines Sklaven zum Christentum an dessen sozialer Stellung nichts änderte.
Schon vor Verabschiedung dieses Gesetzes gingen die Schwarzen mit ihren Besitzern in die Gottesdienste der christlichen Kirchen, wobei die inhaltliche Gestaltung des Gottesdienstes sich nach den Vorstellungen der weißen Oberschicht richtete. Nach 1667 änderte sich dies langsam. So kamen die Gottesdienste der Methodisten und Baptisten durch ihre bodenständige Art bei den Sklaven besonders gut an. Die Leidensgeschichte Jesu berührte sie. Sie identifizierten sich damit und nutzten eine der wenigen ihnen erlaubten Ausdrucksmöglichkeiten, ihre Anliegen zu formulieren. Diese versteckten sie hinter christlichen Metaphern. Diese Doppeldeutigkeit der Sprache ist bis heute typisch für afroamerikanische Musikstile. Die Afrikaner brachten auch Einflüsse ihrer Heimatkulturen mit in die vorhandene weiße Kirchenmusik: ihre Überlieferungen, ihren Mehrgottglauben und die religiöse Ekstase, aber auch musikalische Elemente wie die Polyrhythmik und andere Töne als die der europäischen Tonleiter (Blue Notes).
So entstanden eigenständige schwarze Kirchen, und die afrikanische Religiosität vermischte sich mit der christlichen Lehre. Da Musik, Tanz und Gesang untrennbar mit dem afrikanischen Alltag verbunden waren, wurden sie zu einem wichtigen Bestandteil der schwarzen Gottesdienste. In der rhythmischen Zwiesprache des Predigers mit der Gemeinde (Call and Response) entwickelten sich spontan Lieder, die einen Bibeltext als zentrales Element hatten. Die Spirituals wurden auch im Alltag gesungen. Sie entstanden in freier Improvisation und wurden mündlich überliefert.
Typisch war ein fließender Übergang von Predigt zu Musik: Die mit gehobener Stimme vorgetragene Predigt eines Laienpredigers wurde von der Gemeinde mit Moans, d. h. Ausrufen wie Amen oder Oh Lord begleitet, die nach und nach in einen meist synkopierten gemeinsamen Rhythmus übergingen, der durch Schrittfolgen oder Klatschen verstärkt wurde. Auf dieses rhythmische Fundament konnten nun einzelne Gemeindemitglieder ihre Calls, d. h. emotionale Aussagen oder Bibelstellen rufen, die von dem Rest der Gemeinde mit Responses beantwortet, d. h. ergänzt oder teilweise wiederholt wurden. Spirituals entstanden also aus einer Mischung aus individueller und gemeinsamer Improvisation auf der Basis aller bekannten rhythmischer Figuren, aber auch biblischer Texte. Ihrem improvisierten Ursprung gemäß waren die Spirituals, wenn sie einmal entstanden waren, auch nicht statisch, sondern konnten je nach Situation und Kontext in Tempo etc. abgewandelt werden.
Die Vielschichtigkeit der Corn ditties („Mais-Liedchen“), wie die frühen Spirituals im ausgehenden 18. Jahrhundert genannt wurden, lässt unterschiedliche Deutungen zu. Zum einen stehen Anspielungen auf die soziale Situation neben der Jenseitsgläubigkeit. Der Aufruf zum Protest steht neben der Sehnsucht nach Freiheit. Der Glaube an Jesus steht neben dem Bedürfnis nach einer Errettung aus der Sklaverei.
Sobald die weiße Herrschaft Elemente der Spirituals als heidnisch erkannte, wurden diese verboten. So verschwanden der Tanz, die Fetische und Altäre. Auch das Trommeln war zumeist verboten, da die weißen Sklavenhalter darin eine Form der Konversation sahen, die sie nicht verstanden. So wurde es durch das bekannte Klatschen oder Stampfen ersetzt oder den Trommeltanz, bei dem mit einem Trommelschläger in der Hand auf einem Bein gehüpft wird.

## Problematische Quellenlage
Die erste Sammlung von Spirituals stammt von Thomas Wentworth Higginson, der diese Balladen während des amerikanischen Bürgerkrieges sammelte und sie im Juni 1867 im Atlantic Monthly unter dem Titel Negro Spirituals veröffentlichte. Higginsons Aufsatz diskutiert insbesondere das Problem der Transkription der Spirituals und Balladen. Später veröffentlichte Higginson den Aufsatz und seine Erlebnisse als Colonel des ersten afro-amerikanischen Regiments in Army Life in a Black Regiment.
Die Educational Commission, die der amerikanische Kongress nach dem Bürgerkrieg in die Südstaaten entsandte, erweiterte die Sammlung von Higginson. William Francis Allen, Charles Pickard Ware und Lucy McKim Garrison veröffentlichten ihre Sammlung als Slave Songs of the United States. Eine weitere Ausgabe, die parallel dazu entstand, stammt von Reverend Alexander Reid und wurde 1972 als Jubilee Songs as Sung by the Jubilee Singers of Fisk University veröffentlicht.
Spirituals sind, so es denn überhaupt schriftliche Quellen oder Tondokumente gibt, schwierig zu datieren oder präzise geographisch einzuordnen, da die ersten Sammler auf diese Fakten wenig Wert legten. Sammler wie John Lomax, Howard Odum und Newman Ivey White schreckten sogar vor zensierenden Eingriffen nicht zurück, angeblich, um die moralischen Gefühle der Leser nicht zu verletzen. Häufig wurde in frühen Sammlungen auch das ausgewählt, was sich möglichst stark von der „weißen“ Musik unterschied. Spätere Veröffentlichungen von Spirituals zeigten im Gegensatz dazu Ähnlichkeiten zwischen Spirituals und weißer baptistischer oder methodistischer Kirchenmusik auf, betonten jedoch, dass diese durchaus von den Spirituals beeinflusst sein könnten. Eine scharfe Trennung ist hier nicht möglich.

## Spirituals in deutschen Kirchengesangbüchern
Einige Spirituals sind Bestandteile offizieller deutscher Kirchengesangbücher. Im Evangelischen Gesangbuch (EG) findet sich (EG, Nr. 499) Singing with a Sword und wurde zum Lied Erd und Himmel sollen singen. Das weihnachtliche Go Tell It on the Mountain wurde im Evangelischen Gesangbuch zu einem Abendmahlslied (EG, Nr. 225) und heißt dort: Komm, sag es allen weiter!. Auch in verschiedenen katholischen Gesangsbüchern sind solche Adaptionen zu finden.

## Liedbeispiele
- Swing Low, Sweet Chariot
- Go down Moses (When Israel was in Egypt’s land)
- When the Saints Go Marching In
- Ev’rybody Shout
- Deep River
- Nobody Knows the Trouble I’ve Seen